# Cassida hainanensis
Cassida hainanensis es un coleóptero de la familia Chrysomelidae.
Fue descrita científicamente en 2002 por Yu in Huang, Yin, Zeng, Lin & Gu.